# Korpisaari (ö i Finland, Kymmenedalen, Kouvola, lat 61,20, long 26,80)
Korpisaari är en ö i Finland. Den ligger i sjön Repovesi, Luujärvi och Tihvetjärvi och i kommunen Kouvola i den ekonomiska regionen  Kouvola ekonomiska region  och landskapet Kymmenedalen, i den södra delen av landet, 150 km nordost om huvudstaden Helsingfors. Öns area är 10,7 hektar och dess största längd är 0,6 kilometer i nord-sydlig riktning.